# Castello di Altkettenhof
Il castello di Altkettenhof si trova nel comune austriaco di Schwechat nel distretto di Bruck an der Leitha, in Bassa Austria.

## Storia

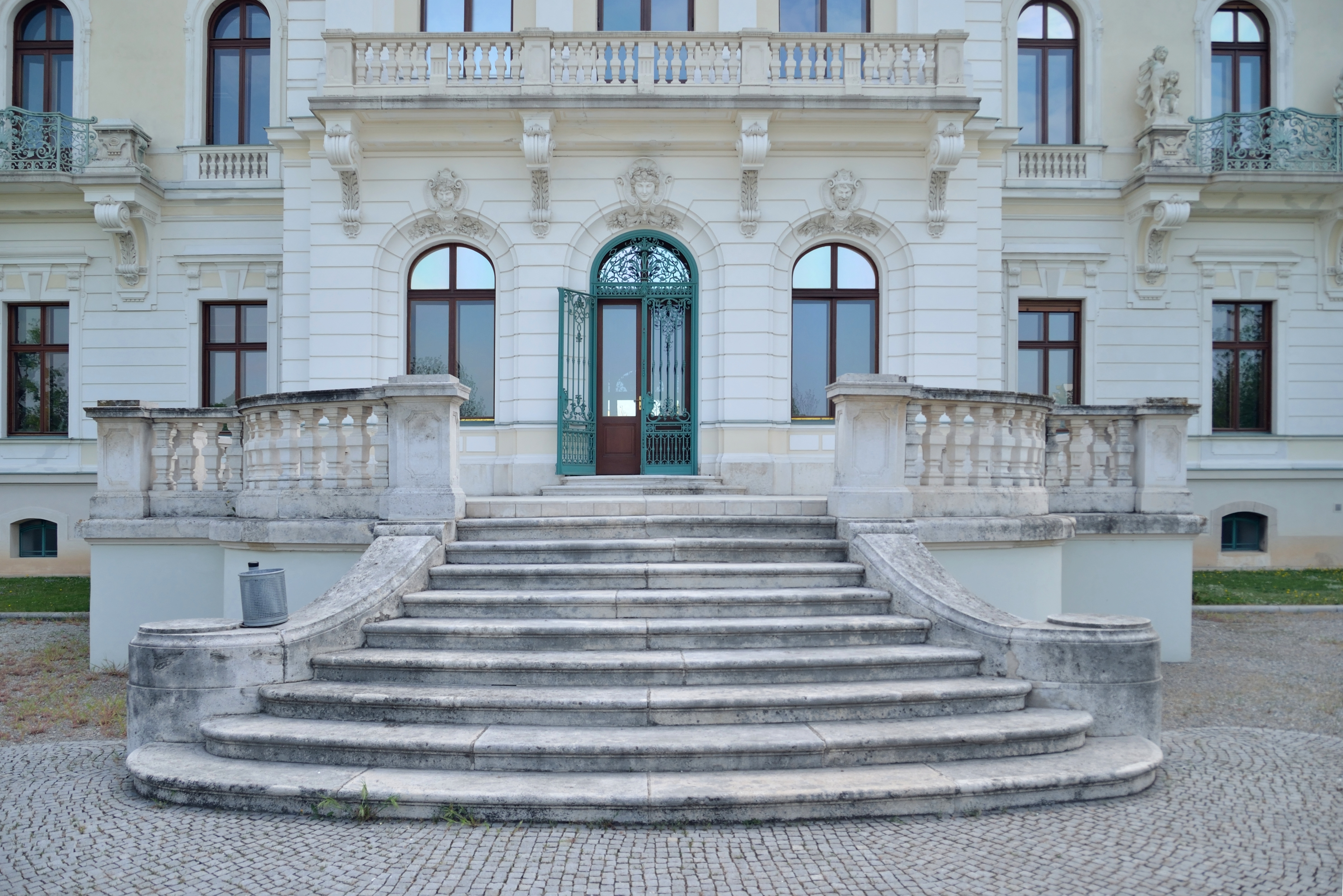
Grande portale di accesso sul prospetto principale

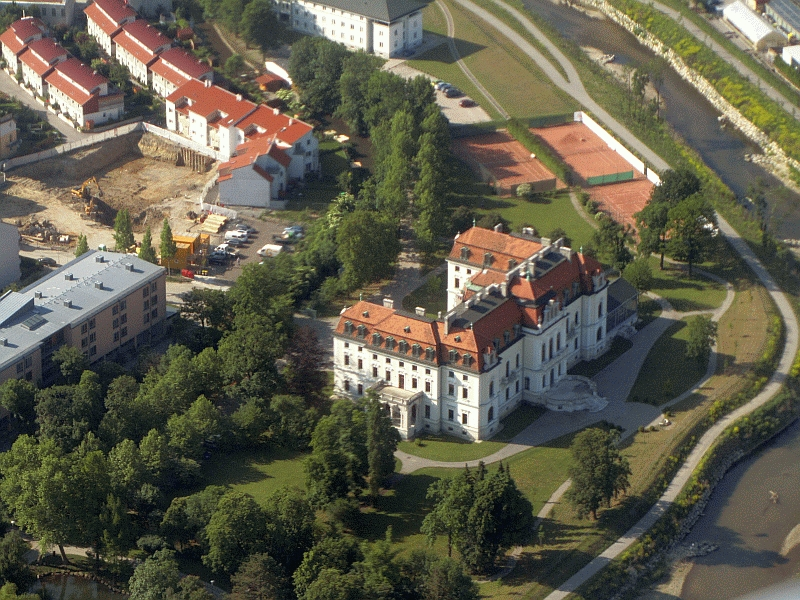
Immagine aerea del complesso

La prima citazione su documenti dell'area sulla quale sorge il castello risale al 1270 e riguarda i proprietari, i signori di Ebersdorf. Il territorio venne saccheggiato durante l'assedio turco nel 1529 e in seguito fu edificata la struttura fortificata mentre sorgeva l'abitato del villaggio di Kettenhof. Nella prima metà del XVII secolo la proprietà fu
dei conti Hoyos che presto lasciarono questa tenuta in feudo ad altre famiglie nobili. Con la seconda invasione turca la fortezza venne distrutta quindi ricostruita in forme barocche dal conte Otto Christoph von Volkra. Dopo altri passaggi di proprietà venne acquistato nel 1827 dal proprietario del birrificio Dominikal, Karl Mayer. Nel 1852 subentrò il conte Bernhard von Rechberg e Rothenlöwen che, mentre ricopriva la carica di Primo Ministro e Ministro degli Esteri austriaco ricevette nel castello il primo ministro prussiano Otto von Bismarck nell'agosto 1864. In seguito, quando il nuovo proprietario divenne Anton Dreher II, venne ricostruito completamente. Per un certo periodo nella prima metà del XX secolo rimase vuoto poi il castello venne ceduto al comune di Schwechat. Con l'anschluss, durante l'era nazista, fu requisito e dal 1942 divenne ospedale militare. Dopo la fine della seconda guerra mondiale vi si stabilì un comando dell'Armata Rossa e poi, nel 1956, rientrò in possesso del governo federale che vi ospitò il Tribunale Distrettuale di Schwechat e la Scuola Federale di Giustizia.

## Descrizione
L'edificio è un monumento sottoposto a tutela dall'Austria.